# МАС (футбольний клуб)
Футбольний клуб «Магрибська Спортивна Асоціація» (араб. المغرب الرياضي الفاسي, фр. Maghreb Association Sportive of Fez), відоміший під скороченою назвою МАС — марокканський професійний футбольний клуб, який базується в місті Фес. Клуб був заснований у 1946 році, та грає домашні матчі на стадіоні «Фес» місткістю 45 тисяч глядачів. МАС грає в Ботолі, найвищому футбольному дивізіоні країни, та є одним із найтитулованіших клубів країни, клуб 4 рази вигравав чемпіонат країни, та 4 рази вигравав Кубок Марокко. У 2011 році МАС виграв Кубок конфедерації КАФ, а пізніше у 2012 році виграв Суперкубок КАФ.

## Титули і досягнення
- Чемпіон Марокко (4): 1965, 1979, 1983, 1985
- Володар Кубка Марокко (4): 1980, 1988, 2011, 2016
- Володар Кубка конфедерації КАФ: 2011
- Володар Суперкубка КАФ: 2012